# 努瓦扬维拉日
努瓦扬维拉日（法語：Noyant-Villages，法語發音：[nwajɑ̃ vilaʒ] ⓘ）是法国曼恩-卢瓦尔省的一个市镇，位于该省东北部，属于索米尔区。

## 地名
该地名“努瓦扬维拉日”（Noyant-Villages）由两部分组成：“努瓦扬”（Noyant），该市镇的前身及主体努瓦扬；“维拉日”（Villages），法语意为“村庄”，这里为复数形式，指多个村庄的集合。

## 历史
努瓦扬维拉日成立于2016年12月15日，由以下14个市镇合并而成：
- 欧韦尔斯（Auverse）
- 布雷伊（Breil）
- 布罗
- 沙洛讷苏勒吕德（Chalonnes-sous-le-Lude）
- 沙韦涅（Chavaignes）
- 希涅
- 代讷泽苏勒吕德（Dénezé-sous-le-Lude）
- 热讷泰伊（Genneteil）
- 拉斯
- 利尼耶尔布通（Linières-Bouton）
- 梅涅勒维孔特（Meigné-le-Vicomte）
- 梅翁
- 努瓦扬（Noyant）
- 帕尔赛莱潘（Parçay-les-Pins）

其中政府驻地为努瓦扬。

## 地理
努瓦扬维拉日（47°30'46"N, 0°6'59"E）面积272.04 平方千米，位于法国卢瓦尔河地区大区曼恩-卢瓦尔省，属于较为典型的法国西部内陆农村地区，距离附近主要城市（昂热、勒芒、图尔）均在50公里以上。市镇拉佩勒里讷全境位于努瓦扬维拉日，是努瓦扬维拉日的一块内飞地。
与努瓦扬维拉日接壤的市镇（或旧市镇、城区）包括：萨维涅苏勒吕德、拉沙佩勒欧舒、维利耶欧布安、莫讷河畔马西伊、吕布莱、圣洛朗德兰、拉唐河畔沙奈、里耶、日泽、拉佩勒里讷、库尔莱翁、韦尔努瓦勒富里耶、安茹地区博热、勒吕德、韦尔南特、穆利埃讷。
努瓦扬维拉日的时区为UTC+01:00、UTC+02:00（夏令时）。

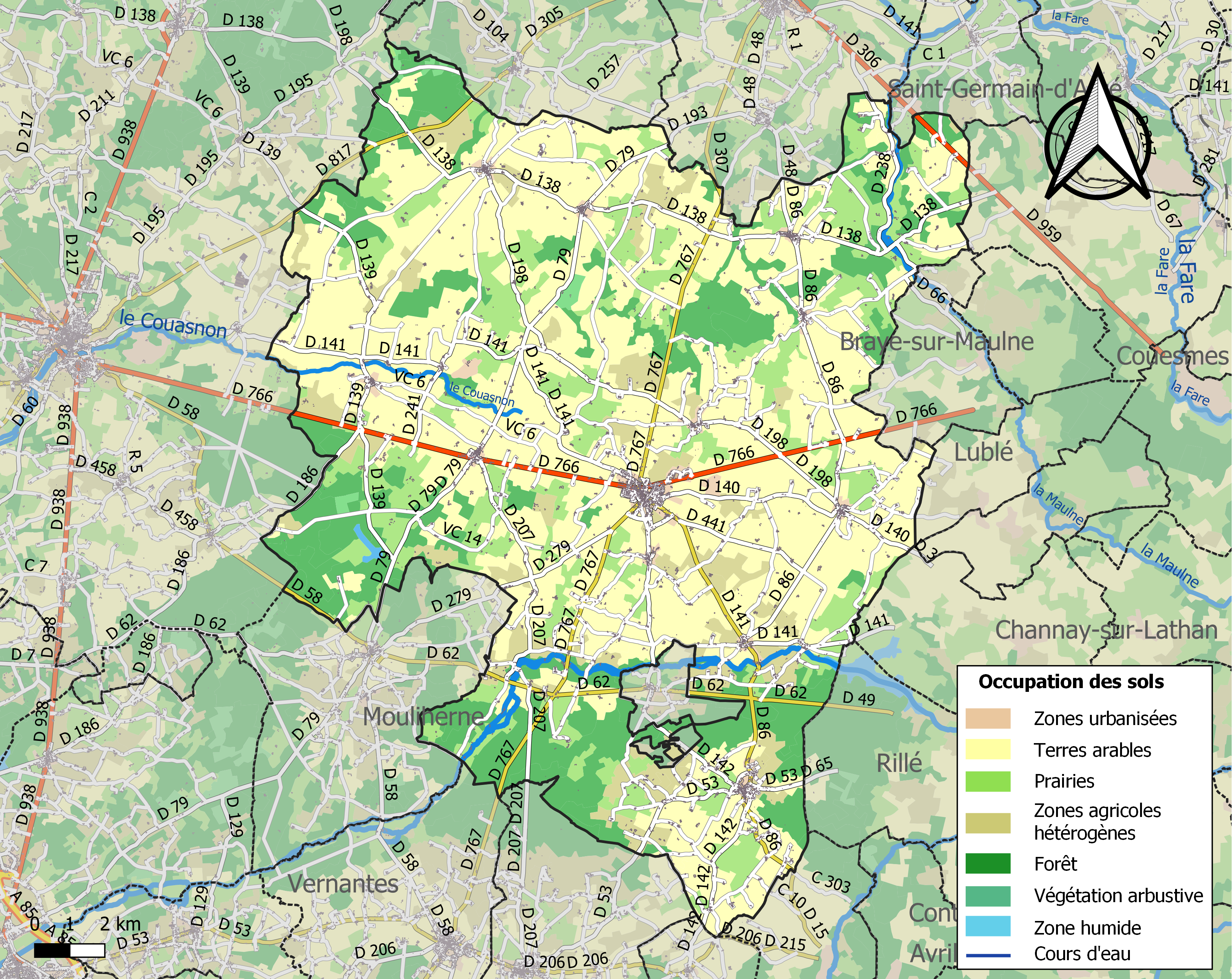
努瓦扬维拉日的OSM定位图

## 行政
努瓦扬维拉日的邮政编码为，INSEE市镇编码为49228。

## 政治
努瓦扬维拉日所属的省级选区为安茹地区博福尔县。

## 人口
努瓦扬维拉日于2022年1月1日时的人口数量为5473人。